# Vale de Açor
Vale de Açor is een plaats (freguesia) in de Portugese gemeente Ponte de Sor en telt 862 inwoners (2001).